# ديفيد إي. سويت
ديفيد إي. سويت (بالإنجليزية: David E. Sweet)‏ هو عالم أمريكي، ولد في 9 يوليو 1933 في هوليوك في الولايات المتحدة، وتوفي في 16 سبتمبر 1984 في بروفيدنس في الولايات المتحدة.